# Березовська сільська рада (Тюменцевський район)
Бере́зовська сільська рада (рос. Берёзовский сельский совет) — сільське поселення у складі Тюменцевського району Алтайського краю Росії.
Адміністративний центр — село Березовка.

## Населення
Населення — 999 осіб (2019; 1133 в 2010, 1366 у 2002).

## Склад
До складу сільської ради входять:
| Населений пункт       | Населення, осіб (2002) | Населення, осіб (2010) |
| --------------------- | ---------------------- | ---------------------- |
| Березовка, село       | 813                    | 693                    |
| Вознесенський, селище | 141                    | 98                     |
| Сосновка, селище      | 412                    | 342                    |